# Biblioteca Fray Francisco de Burgoa
La Biblioteca Fray Francisco de Burgoa se localiza en el Estado de Oaxaca de Juárez, México, en el Centro Cultural Santo Domingo. Su fondo bibliográfico pertenece a la Universidad Autónoma “Benito Juárez” de Oaxaca, y cuenta con un aproximado de 30 000 ejemplares preservados dentro de estanterías de cedro rojo hechas especialmente para su resguardo. Actualmente cuenta con uno de los proyectos más grandes de rescate de documentos y libros antiguos que se han llevado a cabo en el estado, coordinado por la Dra. María Isabel Grañén Porrúa.

## Historia de la biblioteca
El comercio del libro tuvo un lugar fundamental en los inicios del pensamiento ilustrado en México, abarcando un amplio periodo colonial, dónde las entonces llamadas "librerías" hacían pedidos a las ciudades más importantes de Europa y Nueva España, donde se llevó a cabo la primera imprenta, misma que se trasladó a la capital del Virreinato en 1539. 
En un principio, las órdenes religiosas tenían como propósito formar librerías en diferentes puntos del estado, de las cuales se tienen ubicadas las de Cuilapam, Tehuantepec, Tlaxiaco y Yanhuitlan. Estas bibliotecas fueron creadas por frailes deseosos de instruirse, hombres cultos de Oaxaca que tuvieron acceso a una cultura humanística y científica. La mayor parte de los libros llegó a Veracruz desde el Viejo Continente, resistieron las eternas horas de trayecto a las Indias, las tormentas, los naufragios y los asaltos de piratas a las naos. También se salvaron de las trabas inquisitoriales que impedían la circulación de ideas heréticas y sospechosas. Sin embargo, hubo datos encontrados dentro de los escritos de Manuel Martínez Gracida en los que da a conocer que este acervo empezó a formarse en el año de 1552 y a fines del siglo XVIII contaba con más de 2400 obras contenidas en 5,416 volúmenes, 10 manuscritos y varias copias de sermones.
En 1827 se fundó la Biblioteca Pública del Estado de Oaxaca, la primera establecida en México. Años más tarde, en 1859, con la secularización de los bienes del clero, las bibliotecas conventuales pasaron a enriquecer la Biblioteca Pública que era parte del Instituto de Ciencias y Artes de Oaxaca.

### Instituto de Artes y Ciencias

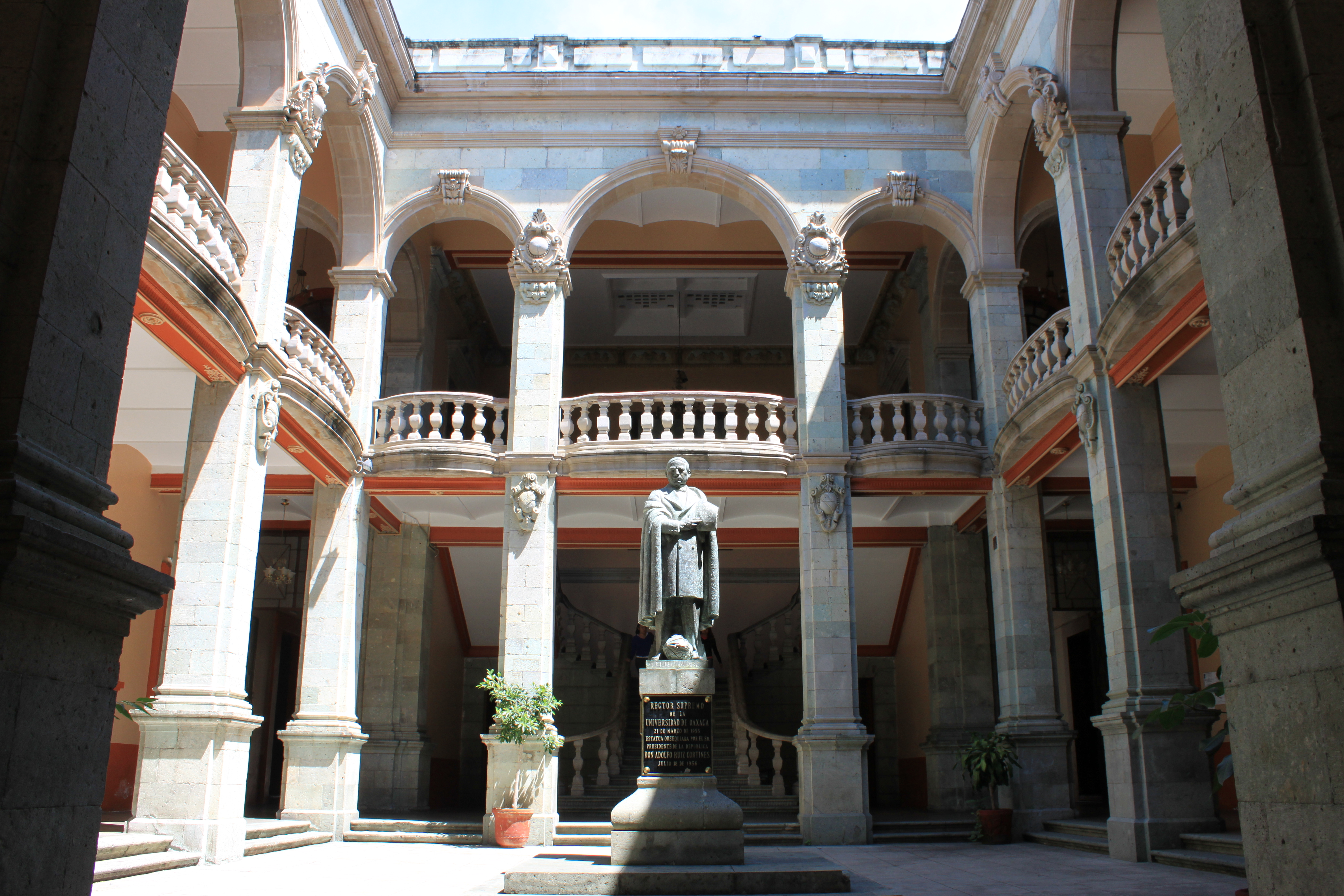
Instituto de Ciencias y Artes.

La pérdida de libros y el desorden caracterizaban el nuevo espacio, puesto que el lugar no era frecuentado por el público y no se llevó a cabo ninguna catalogación. Además, la biblioteca sufrió las consecuencias de la intervención francesa en 1865, cuando las fuerzas invasoras, a cargo del mariscal Bazaine, utilizaron libros de la Biblioteca Pública para hacer fogatas, mientras que otros fueron extraviados por préstamos irracionales. Durante este periodo, se distinguen eminentes personajes como Benito Juárez y Porfirio Díaz, quienes trabajaron en la biblioteca y, posteriormente, llegaron a ser Presidentes de México.
Hacia 1880, gracias a la iniciativa del subdirector de Instrucción Pública en el estado, José María Cortés, se formó una comisión para que trabajara en el arreglo de la Biblioteca Pública, y así se logró inventariarla. Prueba de ello son las libretas manuscritas que aún se conservan con el listado de libros clasificados por temas y en orden alfabético. Dado que la mayoría de los libros aún conservaba la marca del ex libris con su correspondiente colocación, fue posible que su orden se respetara. Incluso durante el Porfiriato un grupo de catedráticos –bajo la dirección del Lic. Carlos María Cortés, cuyo ejemplar desempeño hizo posible la conservación del inventario manuscrito que contiene el registro de grandes investigadores que consultaban el fondo bibliográfico, ordenado por orden alfabético y clasificados con el sistema de Namur, siendo publicado más adelante en el año de 1887–, ofreció sus servicios para la catalogación y orden de los libros, con el fin de que la biblioteca tuviera un mejor funcionamiento.
Poco a poco, la biblioteca incrementó la bibliografía necesaria para los estudiantes, adquirió un fondo jurídico y médico y, además, tuvo dos mejoras importantes: el traslado de la parte baja del Instituto de Ciencias para facilitar el acceso al público y abrir por las noches para permitir a los obreros y trabajadores la consulta de los materiales. Además, en 1885, la biblioteca recibió dos donativos: una valiosa colección que ofreció Matías Romero en agradecimiento a su formación en el instituto y un lote de libros que el gobierno compró a una biblioteca privada de Orizaba.
Además, el fondo bibliográfico se incrementó con libros que se compraban para mantenerla actualizada y con donaciones particulares como la de Benito Juárez Maza en 1920, la del médico juchiteco Aurelio Valdivieso en 1926, y en 1942 Eugenio Clerián, cuñado de Juárez Maza, entregó un pequeño lote de libros y el archivo privado de este último. Gracias al apoyo del entonces gobernador Eduardo Vasconcelos, la biblioteca se trasladó a un edificio del siglo XVIII, recién remodelado, ubicado en la calle 5 de Mayo, frente al Teatro Macedonio Alcalá.

### Universidad Autónoma “Benito Juárez” de Oaxaca
En 1955, el gobernador Manuel Cabrera Carrasquedo, erigió al Instituto de Ciencias y Artes del Estado en la Universidad Autónoma Benito Juárez de Oaxaca y esto incluía también la biblioteca, que no dejaba de ser pública. Sin embargo, su época dorada no fue eterna, como lo debieron haber pensado los emprendedores del rescate y aquellos hombres preocupados por mejorar el espacio. Pero la práctica cambió la teoría. En 1958, la Facultad de Arquitectura ocupó una parte del lugar donde estaba situada la biblioteca, por lo que ésta tuvo que reducirse. Con el tiempo, los estudiantes también entraron a ese recinto, empujaron los anaqueles y los libros fueron tapados con papel manila clavado en sus lomos. El entonces bibliotecario, José Luis Bonecchi, envió varias quejas al rector de la UABJO y denunció las arbitrariedades y los abusos que se cometían con los libros, intentando poner fin y evitar las pérdidas. Pero el intento fue inútil y durante los disturbios estudiantiles en la década de 1970, la biblioteca se tornó desastrosa. 

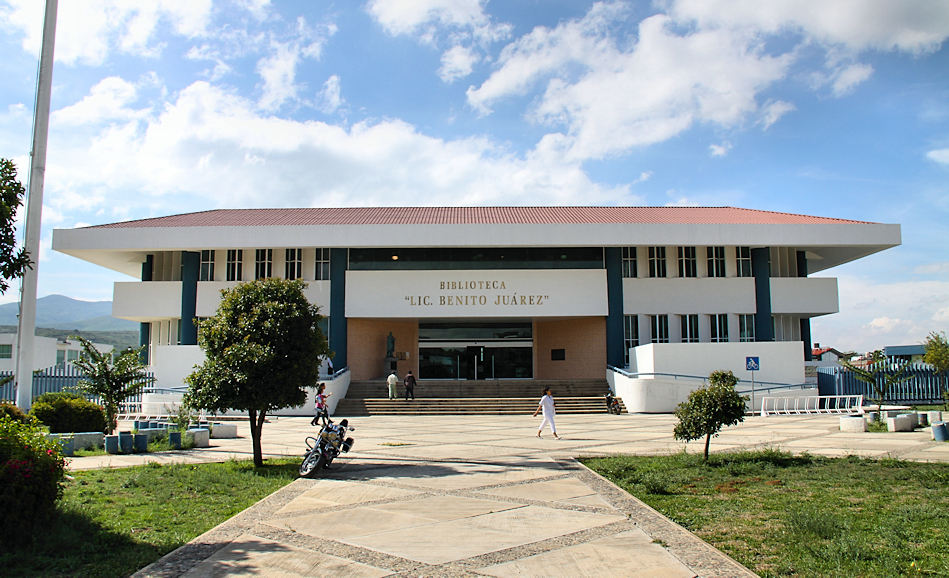
Vista Actual de la Biblioteca de la Universidad Autónoma "Benito Juárez" de Oaxaca

A principios de los años ochenta, parte del material bibliográfico de la UABJO se trasladó a otros edificios con el objeto de salvar el acervo. Se hizo la propuesta de comprar una casa para albergar el fondo antiguo, pero el proyecto no se llevó a cabo. Sin embargo, se construyó un edificio en la Ciudad Universitaria, que recibiría por nombre “Biblioteca Jose Vasconcelos”, para la conservación del fondo bibliográfico, siendo adaptada para la clasificación y separación correcta de todos los ejemplares. Desgraciadamente, el local no era adecuado para albergar un fondo bibliográfico de tal importancia: cuando llovía, el agua corría al interior del recinto y con las tormentas se filtraba en las paredes; los muros interiores eran de plafón y los sensores de luz se calentaban constantemente. Como el edificio estaba en medio del campo, la presencia de roedores e insectos era constante y no había ningún tipo de seguridad. A pesar de todo, la Universidad Autónoma Benito Juárez intentó conservar su acervo, consciente de su gran importancia histórica.

### Biblioteca Fray Francisco de Burgoa
Hacía varios años que el reconocido artista Francisco Toledo manifestaba su preocupación por el fondo bibliográfico de la universidad, así que solicitó permiso a las autoridades para difundirlo a través de una exposición de libros antiguos, que se llevó a cabo en el Museo de Arte Contemporáneo de Oaxaca en octubre de 1993. El éxito de aquella exposición favoreció a que el entonces rector de la UABJO, Homero J. Pérez Cruz, y Francisco Toledo propusieran realizar el inventario, la clasificación y la conservación de la biblioteca.  
La Biblioteca Nacional de Antropología e historia, a través de su directora, Stella María Gonzáles Cicero, tuvo papel preponderante, ya que asesoró el proyecto. El primer paso fue fumigar el espacio y, posteriormente, un equipo de personas comenzó a levantar libros del piso, a sacarlos de las cajas y separar el material antiguo del moderno. El proyecto requería latinistas, por lo que cuatro estudiantes egresados de la Facultad de Letras Clásicas se desplazaron a Oaxaca para elaborar una ficha bibliográfica especializada de cada libro, misma que contenía el nombre del autor, título, traductor compilador, ilustrador, impresor, editor, lugar y año de impresión, materia, marcas de fuego, condición física y algunas observaciones. Sin embargo, en vista de que el proyecto requería una gran inversión de tiempo, no pudieron proseguir con él y decidieron abandonarlo. Afortunadamente, se contrató en la misma ciudad de Oaxaca al licenciado Miguel Díaz Rivera, una persona con conocimientos de latín, griego, hebreo, italiano y francés con un amplio criterio humanista para indicar la materia de cada libro y para despejar las dudas que se presentaban. Los datos anotados en las tarjetas fueron capturados en un sistema de cómputo ex profeso, haciendo posible que cualquier investigador pudiese identificar el ejemplar según el rublo: autor, título, año, etc. 
La preocupación no sólo era saber el contenido de los libros, sino también conservarlos en buen estado. Por ello, se capacitó al personal de la UABJO con cursos sobre la conservación de libros antiguos. Cada ejemplar se aspiró con una malla para eliminar el polvo acumulado por tatos años, los libros encuadernados con pergamino se lavaron con jabón de calabaza y se dejaron secar con peso uniforme por encima. Finalmente, se aplicó glicerina para dar flexibilidad y evitar quebraduras en el pergamino. Los libros con hongos se apartaron para no contagiar a los demás y se aplicó una solución para evitar la proliferación de microorganismos.
A lo largo de este proceso se hallaron importantes documentos: tal es el caso de once incunables, o libros impresos en el siglo XV; una Biblia políglota, compuesta por ocho tomos, escrita en latín, griego, arameo y hebreo, impresa por Cristóbal Plantin entre 1572 y 1575; un ejemplar de fray Alonso de la Veracruz; libros con grabados de extraordinarios artistas como Juan Valdés Leal o Matías Arteaga; ejemplares ilustrados como la gran edición de los Atlas de Juan Blaev y Juan Jansón; una primera edición del Neptuno Alegórico de Sor Juana Inés de la Cruz; un libro que perteneció al primer arzobispo de México, fray Juan de Zumárraga, una Doctrina cristiana en lengua mixteca, impresa en México en 1586, un manuscrito original de fray Bartolomé de las Casas, libros con encuadernaciones maravillosas, ejemplares con grabados atractivos y un gran número de volúmenes salidos de las prensas de prestigiados impresores. 
La importancia de la biblioteca era tal que surgió la idea de trasladar los libros a un lugar más adecuado que el edificio de la Ciudad Universitaria donde se encontraban, y luego de varios esfuerzos por interesar a otras instituciones, el Instituto Nacional de Antropología e historia aceptó otorgar un espacio en el ex convento de Santo Domingo de Oaxaca, precisamente la nave del ala norte que abarca el largo del atrio. Como Fomento Social Banamex estaba involucrado en el patrocinio de las obras de restauración de Santo Domingo, aceptó financiar las estanterías de cedro rojo para la biblioteca. Para concluir el trabajo, se prosiguió con el traslado del acervo en el transcurso de una noche. El fondo bibliográfico fue numerado previamente y organizado en varias cajas, de modo que se tuviera un control exacto del lugar que ocuparía en el recinto de Santo Domingo.
A partir del mes de mayo de 1996, la biblioteca adoptó el nombre de un fraile dominico que escribió una crónica de Oaxaca en el siglo XVII y de quien se conservan sus obras completas en el acervo universitario: fray Francisco de Burgoa.

## Colecciones Importantes

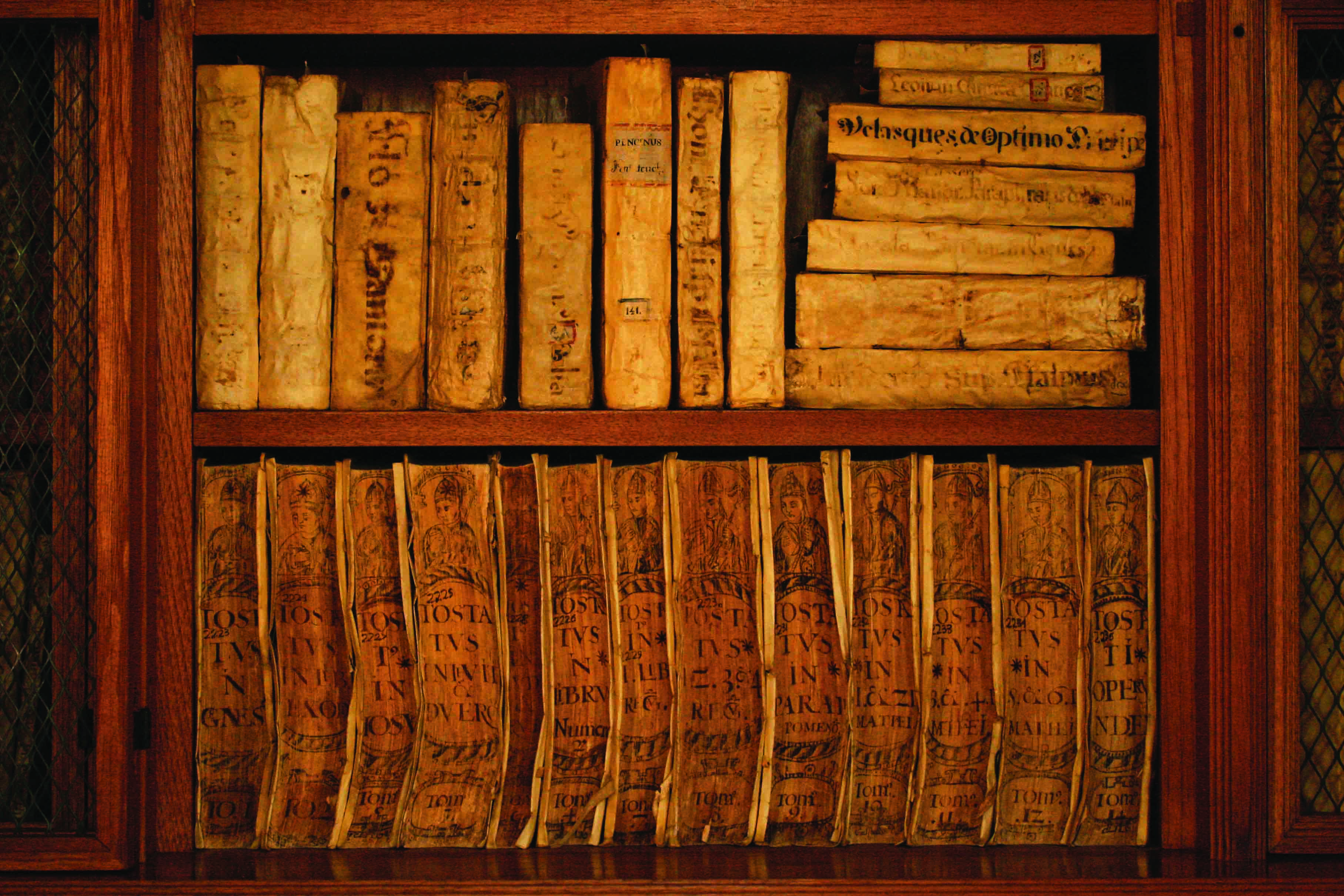
Parte del fondo bibliográfico

Dentro de la Biblioteca Fray Francisco de Burgoa se resguarda una colección de libros y manuscritos puestos a disposición de todo aquel investigador interesado.
El acervo se conforma por una extensa variedad de temas, que abarcan desde lo histórico, geográfico, filosófico y médico, hasta lo religioso, político y artístico. La totalidad de los ejemplares se encuentran en diferentes lenguas como el mixteco, zapoteco, mixe y náhuatl, entre otras como el castellano, francés, inglés y latín.
Dentro del acervo destacan varias colecciones como:
- El Fondo Conventual: Compuesto por libros que pertenecieron a los conventos que existieron en el Estado de Oaxaca.

- La Colección Especial: Formada por las bibliotecas particulares de eminentes personalidades como Benito Juárez Masa, Aurelio Valdivieso, Matías Romero, Jacobo Dalevuelta, Manuel Brioso y Candiani, Jorge Fernando Iturribarria y Luis Castañeda Guzmán.

- La Colección de Manuscritos: Integra un conjunto de manuscritos que proceden de diversas instituciones eclesiásticas. En ella se conservan documentos provenientes al Obispado de órdenes religiosas, en su mayoría pertenecientes a los Dominicos, valoradas con gran importancia. De las Instituciones Civiles se encuentran documentos de la Alcaldía Mayor, que proceden de las diferentes instancias del Gobierno Virreinal y del Cabildo Civil, que en su mayoría de orden legal acerca de la transacción de Bienes.

- La Colección de Referencia: Está conformada por diccionarios, enciclopedias, repertorios bibliográficos y libros de consulta.

Entre otras Colecciones, también se cuenta con un pequeño acervo que reúne la donación de fotografías por parte de la Señora Gloria Larumbe Reimersde, correspondientes a los días posteriores al sismo del 14 de enero de 1931, tomadas por el Ingeniero Enrique Cervantes para el Doctor José E. Larumbe, donde se muestran a detalle los daños que causó el temblor, afectando particularmente a la ciudad de Oaxaca. 

### Joyas Bibliográficas

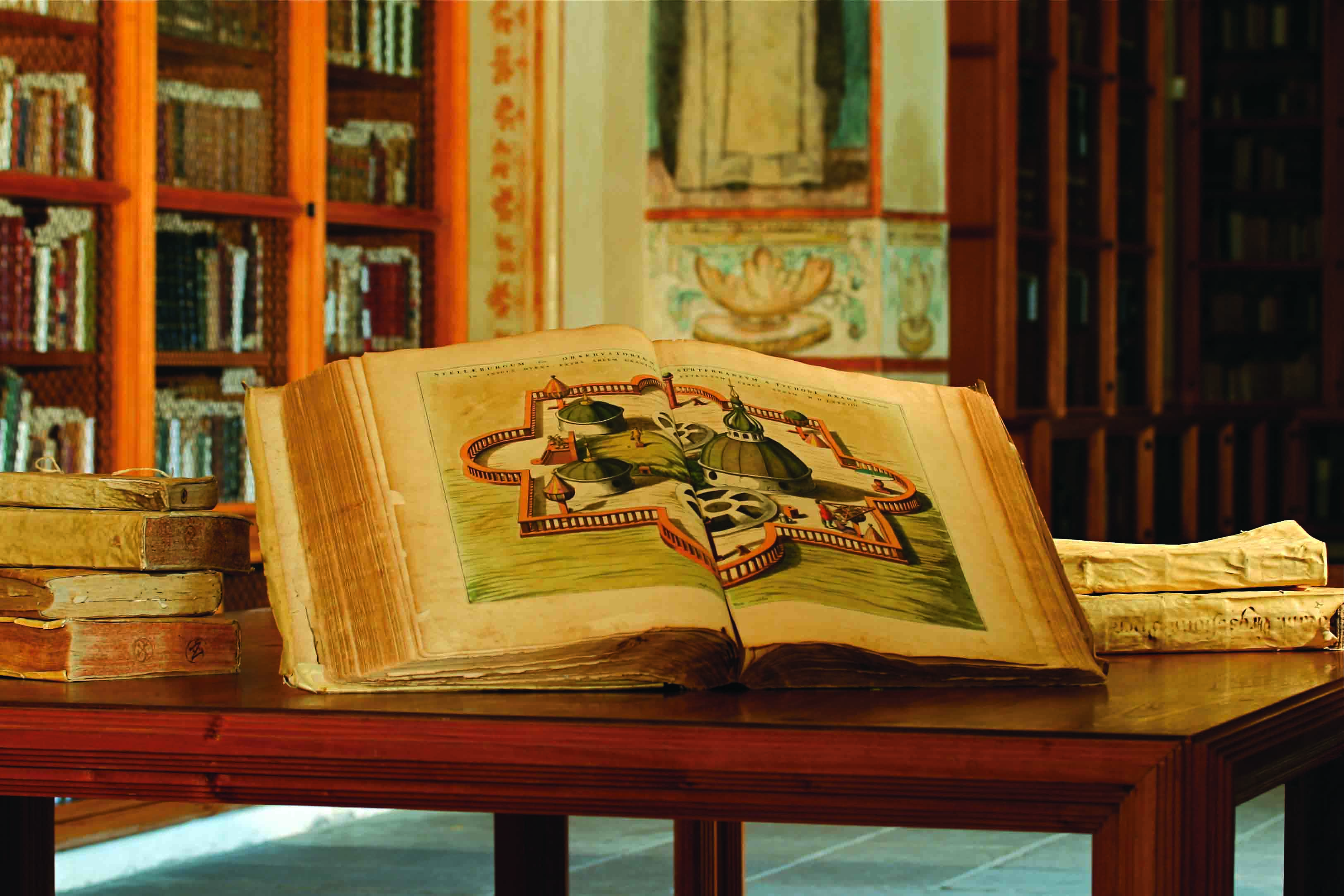
Colección de la Biblioteca Francisco de Burgoa

La Biblioteca Francisco de Burgoa resguarda un enigmático tesoro histórico en el cual se pueden encontrar once incunables, nueve son impresos mexicanos del siglo XVI, un manuscrito en latín de Fray Bartolomé de las Casas y una Biblia políglota impresa entre 1572 y 1575 por Cristóbal Platino. Además, cuenta con el primer impreso oaxaqueño; un facsimilar hecho por el impresor Juan Pascoe y escrito por Fray Sebastián de Santander y Torres en 1720 con licencia de Doña Francisca Flores, directora de la primera imprenta en Oaxaca.
Se integran también importantes obras literarias que hablan sobre los estudios geográficos, filosóficos, científicos y religiosos, entre otros tesoros más acerca de arte y literatura.

### Incunables[12]
Los incunables son todos aquellos libros impresos durante la centuria del siglo XV, periodo en que tiene lugar el gran invento de Gutenberg: la imprenta (palabra que proviene del latín "in cunabula" que significa: “en la cuna”). 
A continuación se presenta la lista de los once incunables: 
1. ARISTOTELES. Commentarii in libros ethicorum Aristotelis, com. Pedro Osmense, correct. Maestro de Roa, Salamanca, s.i., 1496.
2. [BUENAVENTURA (San). [In] ibrum primum sententiarum, Núremberg, s.i., ca. 1491]  Sin portada  Materia: Teología dogmática.  Observaciones: Encuadernado con el segundo libro de las Sentencias. Los datos fueron sacados del íncipit opus y de una nota de Juan Gerson que está al final del libro cuarto de las sentencias en otro tomo. El canto del libro anuncia a tinta título y autor. Marcas de fuego dominica y del Instituto de Ciencias y Artes del Estado, sin colocación de la Biblioteca Pública del Estado. Las letras capitulares están manuscritas y coloreadas en azul y naranja.  Condición física: Regular.
3. [BUENAVENTURA (San). [In] ibrum primum sententiarum, Núremberg, s.i., 1491]
4. [CASIODORO. Expositio in psalterium, Basile, Juan de Amerbach, 1491].  Portada: Cassiodori Clarissimi Sena/ toris in Psalteriu(m) expositio.  Materia: Patrología  Observaciones: Carece de portada, datos sacados de la anteportada y del colofón. Presenta don ex libris manuscritos: uno de Fray Tomás de Chávez y otro del Convento de Cuilapan. Marcas de fuego dominica y del Instituto de Ciencias y Artes del Estado, con colocación de la Biblioteca Pública del Estado.  Condición física: Buena.
5. CAYO PLINIO (Segundo). Liber hystoriae naturalis, Venecia, Tomás de Blavis de Alejandría, 1491.
6. JIMENEZ DE PREXANO, Pedro. Confutatorium errores contra claves ecclesiae, Toledo, Juan Vásquez, 1486.
7. MILAN, Miguel de. Sermones quadragesimales deceque praeceptis decalogi, Venecia, Juan y Gregorio de Gregorio hermanos, 1492. Encuadernado con HUNGARO (Fray). Quadragesimale sive preceptorium, Hagenau, Enrique Bran, 1501 y con NIDER, Juan (Fray). Expositiones preceptorum decalogi, París, Jacobo Puchín, 1515.
8. ROMANO, Egidio. Liber de regimine principium, Venecia, Simón Beuilaqua, 1498.
9. Sermones thesauri novi de tempore, Estrasburgo, Martín Flach, 1497.
10. UTINO, Leonardo de. Sermones floridi de tempore, Lyon, Juan Trechsel, 1496. Encuadernado con UTINO, Leonardo de. Sermones quadragesimales de legibus anime fidelis simplicis et devote, Lyon, Juan Cleyn, 1501.
11. VERSOR, Juan. In Aristotelis philosophie libros [expositio], Tolouse, s.i., 1484. Encuadernado con VILANOVA, Arnaldo. Parabollae medicationis seu canones generales curationis morborum, Salamanca, s.i., 1501. Zochis, Jacobus de: Canon, omnis utriusque sexus disputatum ac repetitum, Padua, Bartholomaeus de Valdezoccho and Martinus de Septem Arboibus, 28 july 1472.  Materia: Filosofía  Observaciones: Carece de portada, datos sacados del colofón. La obra se encuentra llena de apostillas manuscritas. La página con sign. MM2 presenta un ex libris manuscrito que dice: “Era de Agustin Esbarroya, pero lo tuvo en comodato fray Andrés Romero”. La pág. Del íncipit opus presenta otro ex libris manuscrito de Santo Domingo de Oaxaca. La pág. con sign. C3 presenta un ex libris manuscrito del Colegio de Santo Tomás de Sevilla. Encuadernado con De gradibus medicinarum compositarum de Jacobo Alcindo y con Parabole medicationis seu canones generales curationis morborum de Armando Vilanova y con Liber aphorismorum. Marca de fuego dominica y del Instituto de Ciencias y Artes del Estado.  Condición física: Regular.

### Historia
- Veracruz, Alonso de la (Fray). Speculvm Conivgiorvm, México, Juan Pablo de Brescia, 1556.

Esta obra es una de las verdaderas joyas bibliográficas con las que cuenta la biblioteca Fray Francisco de Burgoa. Entre sus páginas se funden dos nombres gloriosos dentro de la historia de la ciencia y del arte tipográfico de México: Fray Alonso de la Veracruz, quien fuese padre de la entonces naciente “Universidad Real y Pontificia de México” y Juan Pablos, el primer impresor de la Nueva España. Este ejemplar fue de suma importancia y utilidad práctica a todos aquellos religiosos que solían tropezar con las graves dificultades que se les presentaban al momento de resolver los intrincados casos sobre las cuestiones relativas al matrimonio de los indios. El padre Veracruz tuvo la iniciativa de otorgarles a sus compañeros un compendio de las diversas opiniones al respecto.
- Taix, Jerónimo (Fray). Institvcion, modo de rezar, y milagros e indulgencias del Rosario de la Virgen Maria Nuestra Señora, 6.ª imp., correct. domingo de Salazar, México, Pedro Ball, 1576

Este es el único ejemplar que aún se conserva en todo el mundo.
- Hernández, Benito (Fray). Doctrina Christiana en Lengua Mixteca, México, Pedro Ocharte, 1568]

Hernández Benito llegó a México por medio de Fray Vicente de las Casas. Fue destinado a la región Mixteca, donde aprendió en poco tiempo la lengua de aquella región; y una vez dominada, fue enviado a evangelizar a Achiutla, ya que el padre que residía en aquel sitio no tenía ningún conocimiento sobre la lengua y, por lo mismo, no había logrado una buena comunicación con los habitantes del lugar.Dentro de sus páginas se expone el estudio de la Doctrina Cristiana Mixteca. En su obra ejemplifica el significado que tienen los rezos y el desenvolvimiento de dicha doctrina, siendo el único en su existencia.
- Buenaventura (San). [In] Librum Primum Sententiarum [Expositio], Núremberg, s.i. Ca. 1491]

El comentario a los cuatro libros de las sentencias de Pedro Lombardo es el contenido de los dos tomos que la Biblioteca Francisco de Burgoa posee, en una espléndida edición de Núremberg, en la que, lamentablemente, no se menciona al impresor. El ejemplar destaca por las hermosas letras capitulares y los signos separadores de párrafos pintados a mano.
San Buenaventura fue el segundo fundador de la orden franciscana por la prudencia y energía que desplegó durante su generalato al frente de la orden seráfica y, sobre todo, por haber afianzado la tradición intelectual de los franciscanos. Su desbordante obra se hace notable gracias a la investigación teológica como en la filosófica.

### Ciencia y Geografía
- García Cubas, Antonio. Curso Elemental de Geografía Universal, 4.ª edición, Antigua Imprenta de Murgía. México, 1884.

Dentro de la obra de Antonio García se puede encontrar un amplio estudio astronómico elaborado en 1880. Además de explicar el ciclo lunar y el curso de las estaciones, de igual manera se incluyen asombrosas laminas con las ilustraciones de los planetas y su ubicación, un mapa astral, mostrando las diferentes constelaciones que apenas se empezaban a descubrir –además integra sus denominaciones, las definiciones y ubicaciones astronómicas que el lector necesita saber para poder identificar las estrellas, los aportes que muchos investigadores han dado y el efecto que tuvieron–. Entre sus páginas también se puede encontrar una descripción casi entera del Estado de Oaxaca y otros más, incluyendo su composición geográfica, social y algunos aspectos culturales, haciendo este ejemplar aún más interesante dentro de la investigación de los aspectos más antiguos de la cultura Mexicana. 
- Ortelio, Abraham. Theatro de la Tierra Universal, Amberes, Cristibal Plantino, 1588.

Abraham Ortelio nació y murió en Amberes (1527-1598). Fue un famoso cartógrafo y humanista que, gracias a su enorme prestigio, fue nombrado geógrafo de Felipe II. En un principio se dedicaba al grabado de mapas, pero gracias a las posibilidades económicas de las cuales gozaba su familia se dedicó a viajar por Europa. Fue animado por el geógrafo Mercator para dar inicio a la recopilación de diferentes mapas en 1560 que le permitieron la realización del mapamundi y diez años más tarde, la publicación de Theatrum Orbis Terrarum considerado como el primer atlas moderno. Este ejemplar es la primera edición impresa en el famoso taller tipográfico de Cristóbal Plantino en Amberes. Cuenta con 93 mapas de diferentes autores, la mayoría debidos a Francisco Hogenberg, quien también fue coautor con Abraham Ortelio del Civitates Orbis Terrarum. A cada mapa le precede una breve explicación en latín sobre el estado que figura, marcando escalas y grados de latitud. Muchos de los mapas, la portada y el retrato del autor fueron grabados en cobre iluminado a mano. Al ser reproducciones de los mapas de diferentes autores se presentan deficiencias en la nomenclatura y en el trazado, pero, por su concepción y por menores, es un trabajo extraordinario. Esta edición es la única publicada por iniciativa y a expensas del famoso impresor francés Plantino, la cual fue dedicada al príncipe de España Don Felipe, después llamado Felipe III a quien envió un ejemplar iluminado. 
- Blaeu, Juan. Atlas Universal y Cosmográfico de los Orbes Celestes y Terrestres, [Ámsterdam], Juan Blaeu, ca. 1663.

Juan Blaeu, hijo del reconocido cartógrafo Guillermo Blaeu, fundó en Ámsterdam una imprenta que posteriormente funcionó en conjunto de la imprenta de su padre. De todas sus obras, la más notable es la del Atlas Magnus, que después sacaría en español, algunas partes en alemán y en flamenco. Además de los mapas, esta obra contiene numerosos grabados de astronomía, instrumentos náuticos, de alegorías y escenas costumbristas de cada país y de construcciones notables en distintos lugares. 
Esta edición obtenida en castellano es muy rara y, por lo tanto, muy valiosa. Esta parte castellana fue encargada al judío David Nasii, sustituyéndolo después el célebre mallorquín Nicolás de Oliver Fullana, a quien llamaban los de su raza: Daniel Judá. 
- Kircher, Atanasio. Mundus Subterraneus in XII librus digestus. T. I. 3.ª edición, Ámsterdam, Juan Jassonio de Waesberge e hijos 1678.

Atanasio Kircher, Jesuita, nació en 1610 en Geisa y murió en 1680 en Roma.
Su obra abarca todas las ramas del saber, desde matemáticas, física, egiptología, lenguas orientales y mucho más.
Kircher realizó Mundus Subterraneus después de un viaje a Sicilia, en el cual tuvo la oportunidad de conocer de erupciones volcánicas y terremotos. Esta obra trata de la gravead de la tierra y la luna. Sin embargo, lo interesante de este libro son las ilustraciones de espectros y seres luciferinos que saltan de la imaginación antigua.

### Religión
- Binanni, Felipe. Ordinum Religiosorum in Ecclesia Militanti catalogus, 3.ª parte, Roma, Jorge Plachi, 1710.

El haber redactado y publicado su obra en la ciudad de Roma, como representante de la erudición eclesiástica, ofreció al autor un magnífico observatorio, pues desde tiempos muy antiguos las diversas órdenes religiosas han tenido en la ciudad eterna su representación oficial. El autor, además, basa su trabajo de la calidad del impresor Jorge Plachi, así como del arte del dibujante Andrés Orazii y del grabador Arnoldo Wanvesterouth.
- Biblia Sacra Herbraice Chandaice Graece et latina.

Cristóbal Platino (1514-1589) fue un famoso impresor del siglo XVI que, tras haberse publicado la Biblia Políglota Complutense, decidió editar su propia versión políglota. Tras haber utilizado sus influencias con el rey Felipe II logró el privilegio de realizar su propia edición. Sin embargo, se tiraron 960 ejemplares de su obra. La biblioteca Francisco de Burgoa conserva los 8 volúmenes de la colección.

### Arte y Literatura
- Arfe y Villafañe, Juan de, De varia Commesuracion para la Escultura y Arquitectura, ed. Viuda de Bernardo Sierra, Sevilla, Andrea Pescioni y Juan de León, 1585.

El linaje de los Arfe, orfebres españoles de los siglos XV y XVI con origen alemán, está estrechamente unido, por una parte, a las espléndidas custodias u ostensorios que se usan y se admiran hoy en día en algunas catedrales de España, como Toledo, Sevilla, Ávila y Valladolid; y por otra, con algunos de los motivos inspiradores del arte plateresco. Esta obra es una importante pieza para la historia de arte español, pues fue gracias a este texto que Juan de Arfe se hace famoso por su trabajo como tratadista. El libro contiene grabados de figuras geométricas, esferas, relojes, el cuerpo humano con el esqueleto y los músculos dibujados, animales y órdenes arquitectónicas e incluso piezas de culto eclesiástico.
No se tiene completa certeza de que Arfe fuese el tallador de las maderas, por esto, es más prudente colocarlo entre los que inspiraron la elaboración de libros ilustrados, más que entre los talladores.
- Solórzano Pereira, Juan de. Emblemata Regio Política, Madrid, Domingo García Morras, 1653.

El emblema político fue una manifestación literaria que se desarrolló en los siglos XVI, XVII y XVIII tanto en Europa como en Hispanoamérica. En esta obra los textos se acompañan de imágenes que visualmente interpretan las ideas mediante bellos y finos grabados.
Los grabadores flamencos fueron quienes dominaron las técnicas del grabado en el siglo XVII, esto no impidió que artistas como Roberto Cordier, figura notable del Enlaces Externosgrabado francés, participaran en la ilustración de libros de autores españoles. Cordier realizó los cien grabados de la obra de Solórzano.

## Taller de Conservación y Restauración
La Biblioteca Francisco de Burgoa cuenta con un taller de restauración de papel que ofrece sus servicios, asesoría y cursos a otras instituciones y particulares que deseen conservar su patrimonio documental. Este importante proyecto se logró gracias al apoyo de la Secretaría de Educación Pública, de la Universidad Autónoma Benito Juárez de Oaxaca y de la asesoría de la Biblioteca Nacional de Antropología e Historia, y está a cargo de la restauradora María del Refugio Gutiérrez y de personal capacitado. El taller cuenta con equipo eficiente de manufactura mexicana, lo cual permite conseguir las refacciones fácilmente. La cámara de fumigación es un tanque que funciona con gas nitrógeno y vacío, así cualquier libro o documento que ingrese a la biblioteca debe pasar por la cámara para evitar que cualquier microorganismo contagie o perjudique al resto de los libros. Las tinas especiales permiten lavar los documentos siempre que se hagan pruebas necesarias para no disolver las tintas. Para las hojas comidas por animales como polilla o ratones, se cuenta con una máquina que hace papel en el área faltante sin necesidad de pegamento. El taller cuenta con un microscopio electrónico con el que se pueden hacer las tomas fotográficas y ampliarlas para analizarlas de forma minuciosa. Gracias al apoyo de la Universidad de Harvard y de la Secretaría de Educación Pública, la biblioteca adquirió un moderno equipo de microfilmación con su correspondiente lector y de esta manera se ha iniciado un catálogo de micropelículas de los libros considerados como únicos y raros de la biblioteca. 

El taller de restauración de papel ha permitido establecer contacto con un gran número de archivos y bibliotecas de Oaxaca. De esta manera, se ha iniciado un interesante proyecto de rescate de la memoria histórica y se han localizado documentos importantes, como títulos primordiales, códices, lienzos y mapas que todavía se conservan en diversas comunidades del estado, los cuales han podido ser restaurados gracias a un programa de apoyo que ofrece la Fundación Alfredo Harp Helú en Oaxaca. 

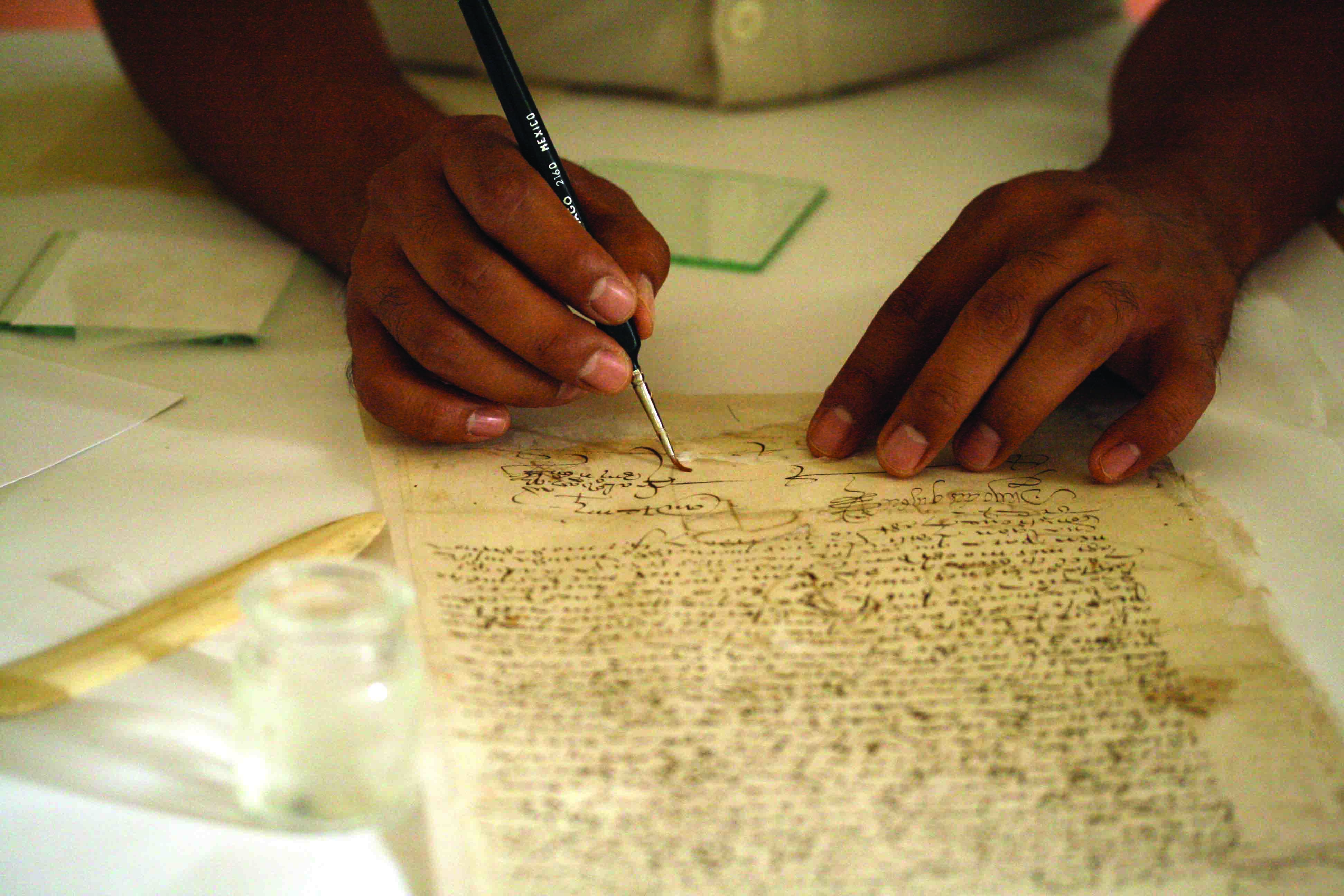
Preservación de Documentos

La Conservación de libros antiguos está plenamente centrado en la conservación del fondo bibliográfico bajo los cuidados esenciales, previniendo cualquier deterioro físico o químico que el ejemplar pueda llegar a sufrir. Aunado al proceso, se lleva a cabo un diagnóstico –un análisis detallado en el que se estudia hasta el más mínimo detalle de la estructura del libro–, se analiza la composición de las hojas, la costura del material, si el ejemplar muestra daños en sus páginas y si es posible remediar el problema antes que se agudice. También se realiza una investigación sobre el autor y la producción de su obra para mantener el ejemplar dentro de su contexto. Estos diagnósticos de preservación ayudan a priorizar el proceso que se esté llevando a cabo sobre el ejemplar, ya que facilita el trabajo del restaurador con el único fin de asegurar longevidad al material por un plazo de 50 años más y conservar su estructura original.

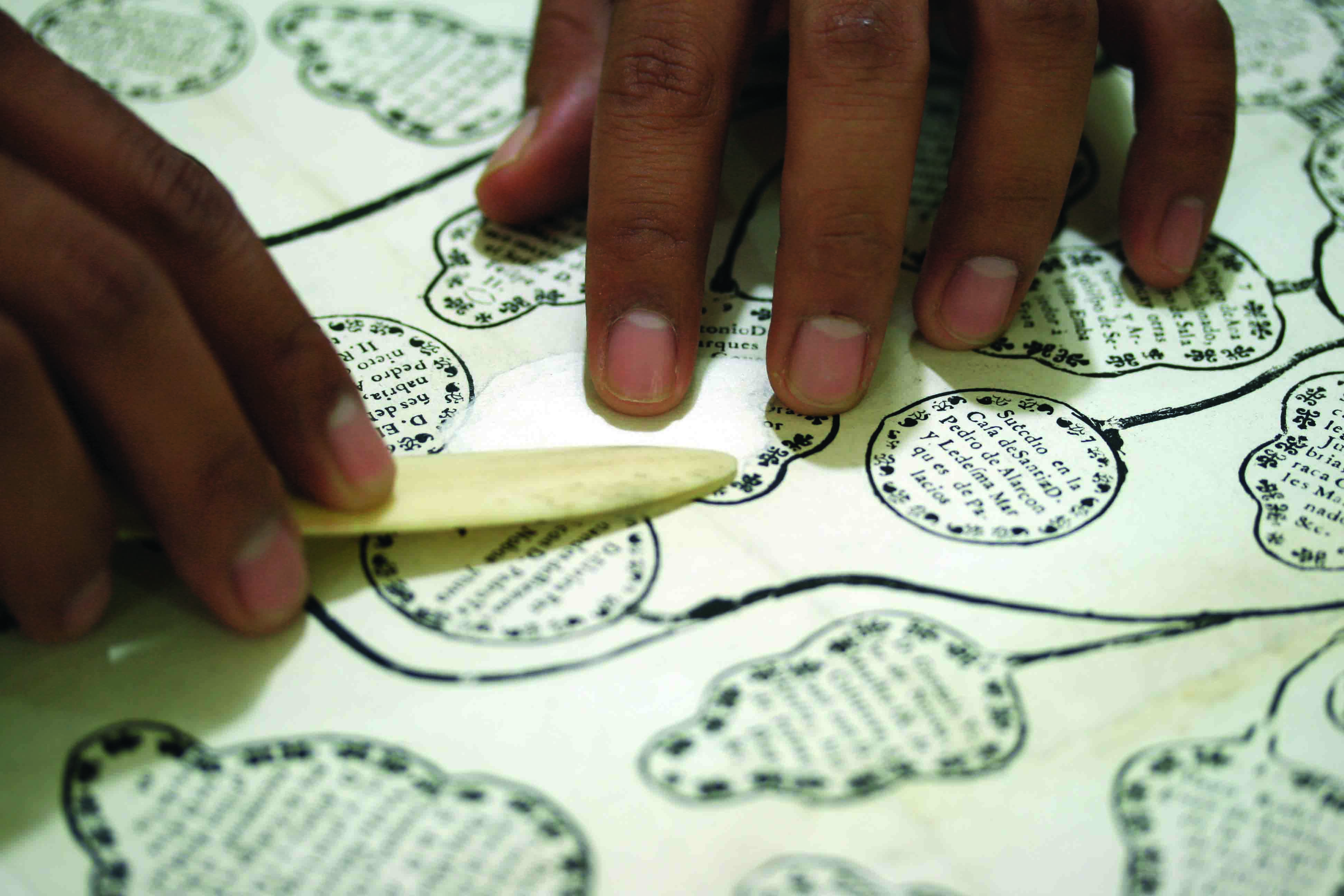

Por otro lado, se acude al proceso de restauración cuando el libro se encuentra bajo condiciones críticas, o bien, cuando el material muestra daño excesivo. Para lograr que la vida de las hojas perdure por más tiempo se ocupa la Injertadora –artilugio que nos permite realizar una unión a paño–, donde se analiza la estructura del tejido de la hoja con un microscopio para poder seguir el patrón de las fibrillas que la compongan. Si se encuentra un corte recto en la hoja, esto nos posibilitará realizar un anclaje, permitiéndonos tener el mismo espesor en cualquier parte de la hoja. Para hacer un trabajo más detallado se utiliza pulpa de algodón, pues al ser una fibra muy larga permite que la calidad de anclaje sea considerablemente buena y precisa, para después teñirla del color que mejor convenga y así poder integrarlo estéticamente. Dado el caso de que alguna de las hojas en los libros se encuentre fragmentada y solamente se tenga registro de unas cuantas páginas, se somete a una meticulosa revisión, fragmento por fragmento, para hacer posible su ubicación lógica dentro del contenido. A causa de ello, la paleografía ocupa un lugar muy importante dentro de dicho proceso, ya que, si no es posible guiarse mediante el borde de la hoja sin que se logre coincidir con el lado opuesto de manera lineal con el texto, podría irrumpirse con el orden que originalmente se tenía. Por esta razón, el trabajo debe apoyarse en una caja que cuenta con un espejo, el cual permite revisar que el trabajo siga de manera lineal al texto. Una vez que la restauración se ha llevado a cabo, es más fácil encuadernar el libro devolviéndole sus características originales. 
De ser absolutamente necesario, se hace uso de las prensas, pues de lo contrario la fuerza ejercida en dicho proceso sólo borraría el texto y agrediría su contenido. En algunos casos, las prensas son de gran utilidad, ya que la presión ejercida permite un incremento en el volumen de la hoja y facilita la encuadernación del material. Este procedimiento es delicado, puesto que no es posible trabajar en más de 5 hojas del material al día, pues de otro modo se provocarían daños irreversibles en el ejemplar que se esté trabajando.
Con respecto a la costura del libro, es lo último en trabajarse, ya que, de no estar seriamente dañada, es más difícil llevar a cabo este proceso, ya que el restaurador no se puede permitir sustituirlo. Por esta razón, resulta conveniente tener fibras altamente dañadas, pues al ser remplazadas permiten una mejor calidad en el trabajo.
Cabe aclarar que solamente se interviene en el material bibliográfico cuando es totalmente necesario, puesto que la conservación y preservación de las joyas bibliográficas son el principal impulsor de este taller. Gracias a esta labor ha sido posible conservar hasta el día de hoy importantes tesoros culturales, siendo así una de las virtudes que radican en la Biblioteca Fray Francisco de Burgoa.

### Taller de Encuadernación

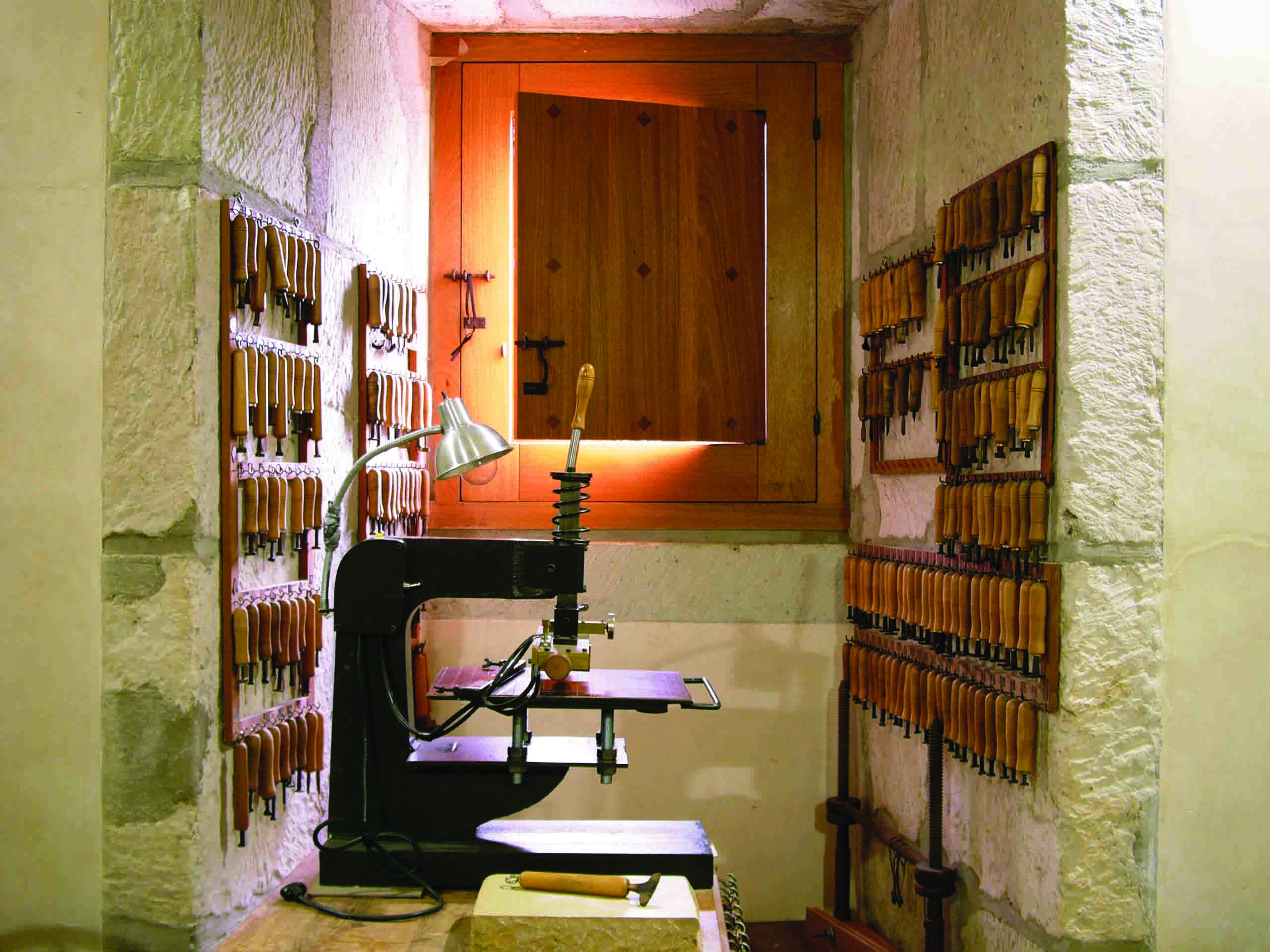
Gacetín electrónico

El taller de encuadernación tiene como principal objetivo proteger el cuerpo del libro de manera íntegra, hacer que su manejo sea más eficiente y permitir que su presentación sea tanto comercial como artística. Este trabajo se lleva a cabo mediante una equilibrada combinación de creatividad, delicadeza, minuciosidad y estética para obtener un resultado que esté fundamentado sobre la belleza de tan importantes Joyas Culturales.

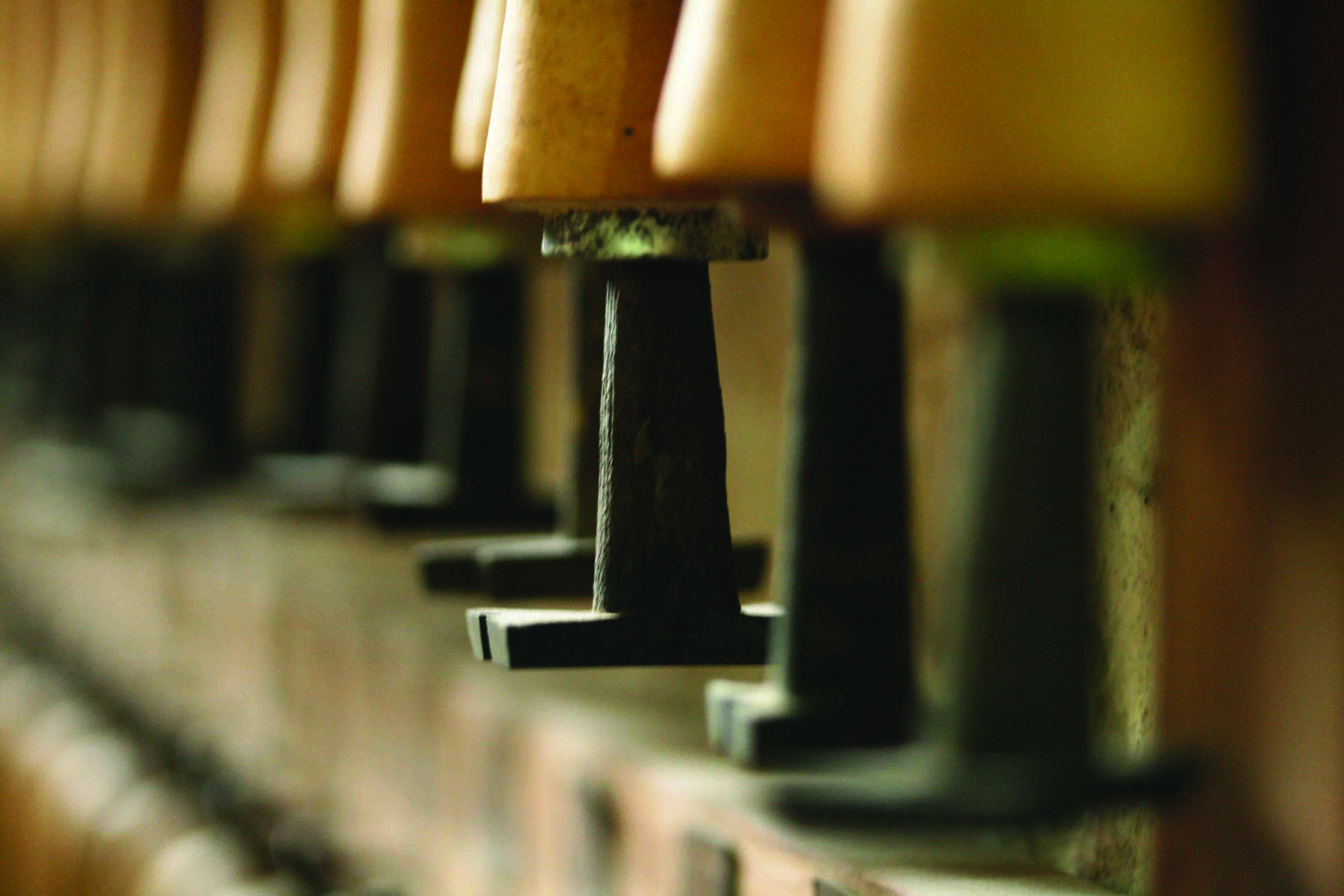
Gacetín Manual

La encuadernación de un libro antiguo es la parte que mayor daño sufre con el transcurrir de los años, causada por sus malas manipulaciones o cualquier circunstancia que logre desgastar la pasta. Por esta razón es importante que primero se valoren los daños con los que el material llega al taller y, posteriormente, se lleve a cabo un estudio completo del ejemplar y estructura de la obra, la época a la que perteneció y el estilo que la caracteriza. Se prosigue con el análisis de la encuadernación y su proceso de elaboración original. Detalles como la unión del hilo deben ser valorados meticulosamente para poder identificar qué técnica se utilizó para su encuadernación original. Por ejemplo, si fue mediante cosido, es necesario conocer el material del hilo –si este es nailon, cáñamo o lino, ya que existe una estrecha relación con el material de las hojas–. También es necesario saber si fue utilizado un telar mediante la estructura del Enlomado el cual tiene como objetivo fortalecer la unión de las hojas utilizando cabezadas –pequeños trozos de gasa o tejido claro que se unen a la parte superior junto con un cordoncillo de hilo, la tarlatana, o también conocida como percalina, que es un trozo de tela pegado entre las cabezadas para fortalecer la unión de las tapas–. Además, se utiliza un papel recio para elaborar el forro. Como último paso, se utiliza una prensa para mejorar la unión de las hojas del libro, haciendo del lomo un material más resistente. 

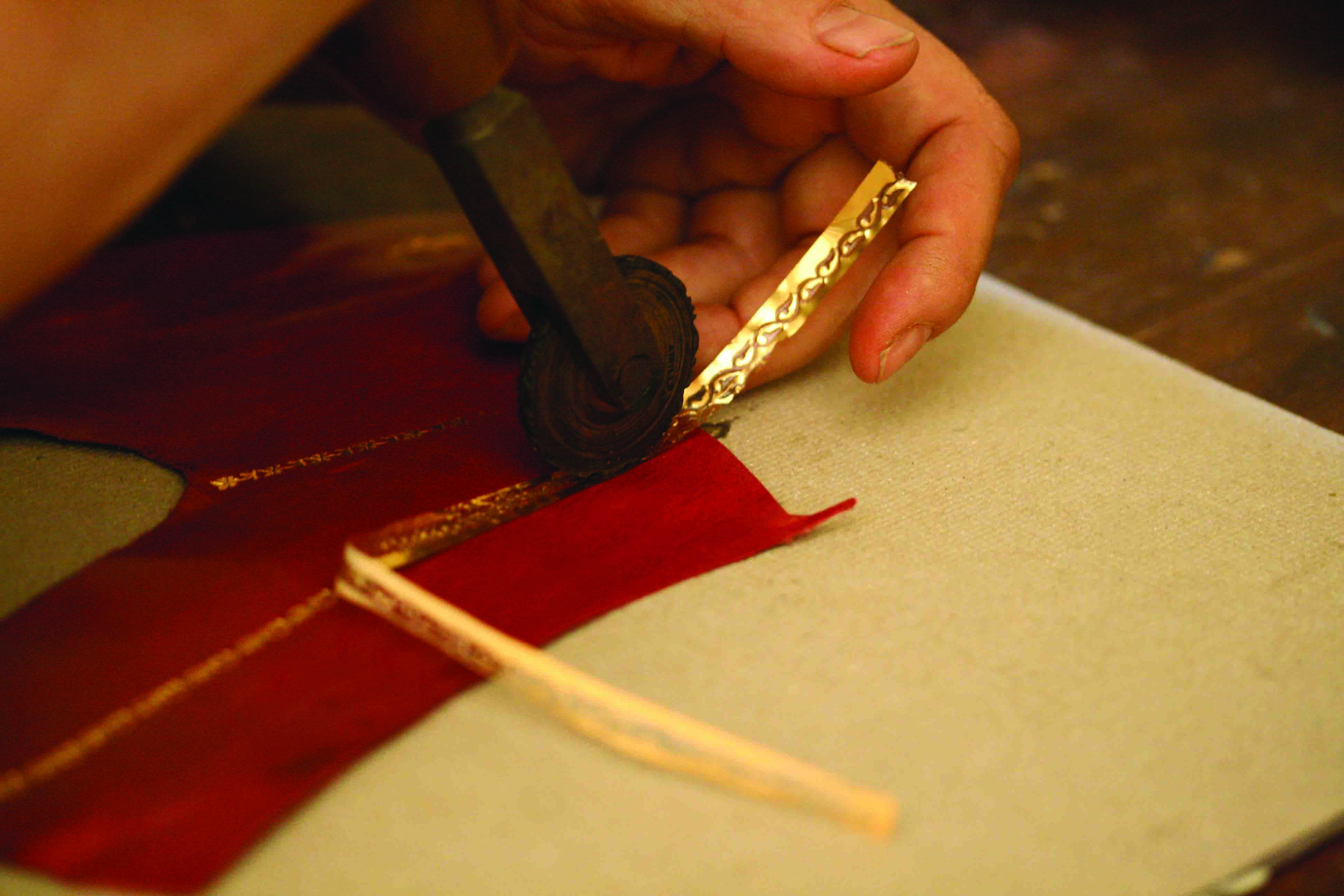
Carretilla

Finalmente, se analiza el montaje de tapas, siendo este la unión de las cubiertas del libro con el lomo, compuesto de una variante de materiales para dicho proceso, en la que se implementan técnicas decorativas del lomo, utilizando Micas o Laminas en dorado o estimaciones en oro, mismas que se realizan mediante pequeñas tiras presionadas fuertemente con ayuda de un Gacetín electrónico o manual, que sirve para grabar títulos en los libros, o bien, para el grabado de textos. Otra herramienta utilizada en el proceso decorativo es la carretilla o rueda, que sirven para estampar los marcos de los libros con distintas figurillas, como llorones, fuentes, paletas y puntizones. 

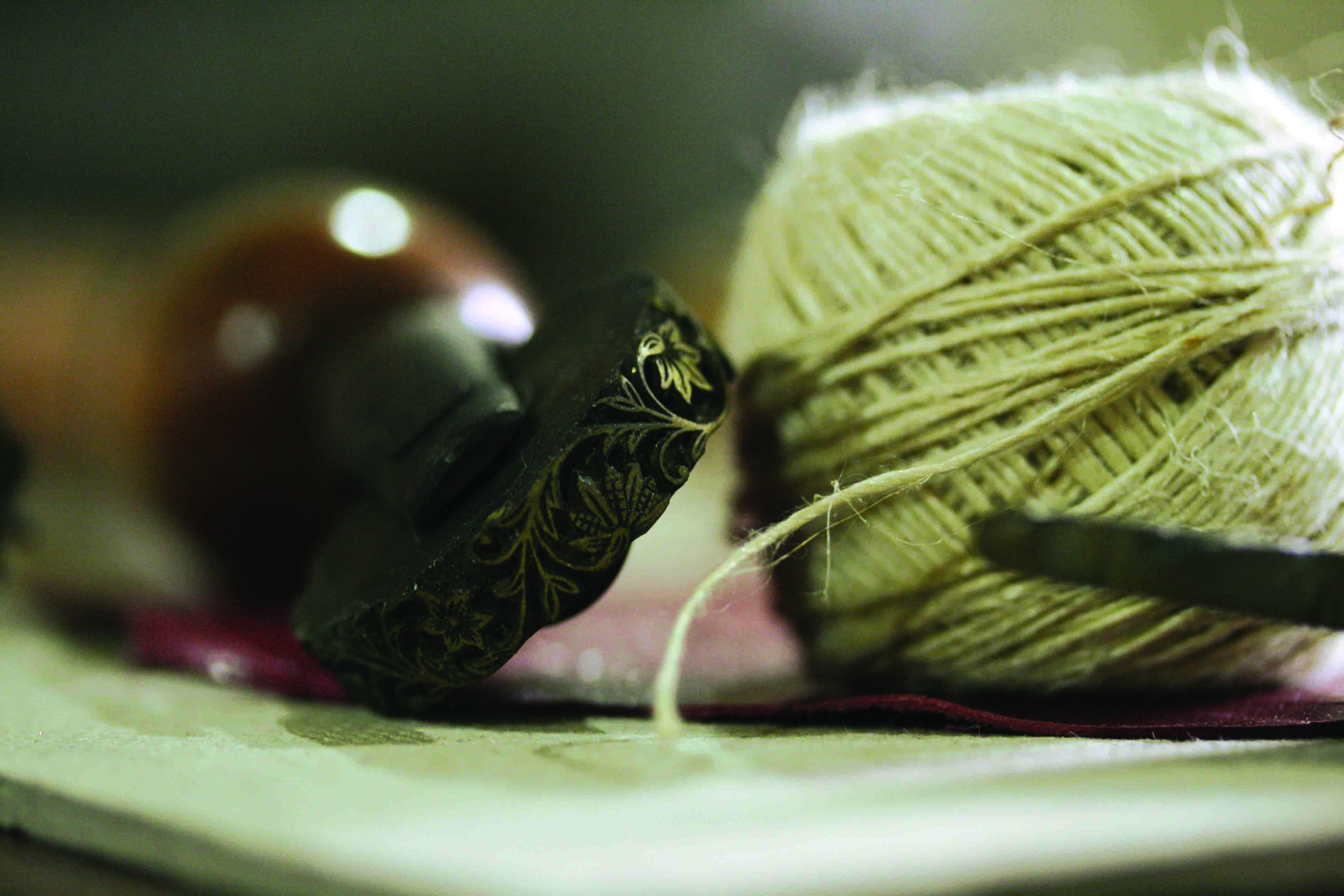
Carretilla

Existe otra característica de la encuadernación que obligatoriamente llama la atención, tanto del encuadernador como la del lector: el Estilo de la Cubierta. De un momento a otro, el estilo que portaban las cubiertas de los libros –tales como las góticas, mudéjares, renacentistas, barrocas, neoclásicas, románticas, entre otras–, se convirtieron en una pieza fundamental dentro del proceso de la encuadernación. 
La utilización de técnicas artesanales a lo largo del procedimiento, con el paso del tiempo, se han convertido en trabajos altamente cotizados gracias a la influencia que tienen con base a los distintos estilos artísticos de cada época, mismos que han trascendido por siglos como tesoros históricos y, como tales, se les ha dado prioridad para preservar la identidad creada por los pueblos; el patrimonio histórico y cultural que forman la identidad de los mismos.

## Galería de imágenes

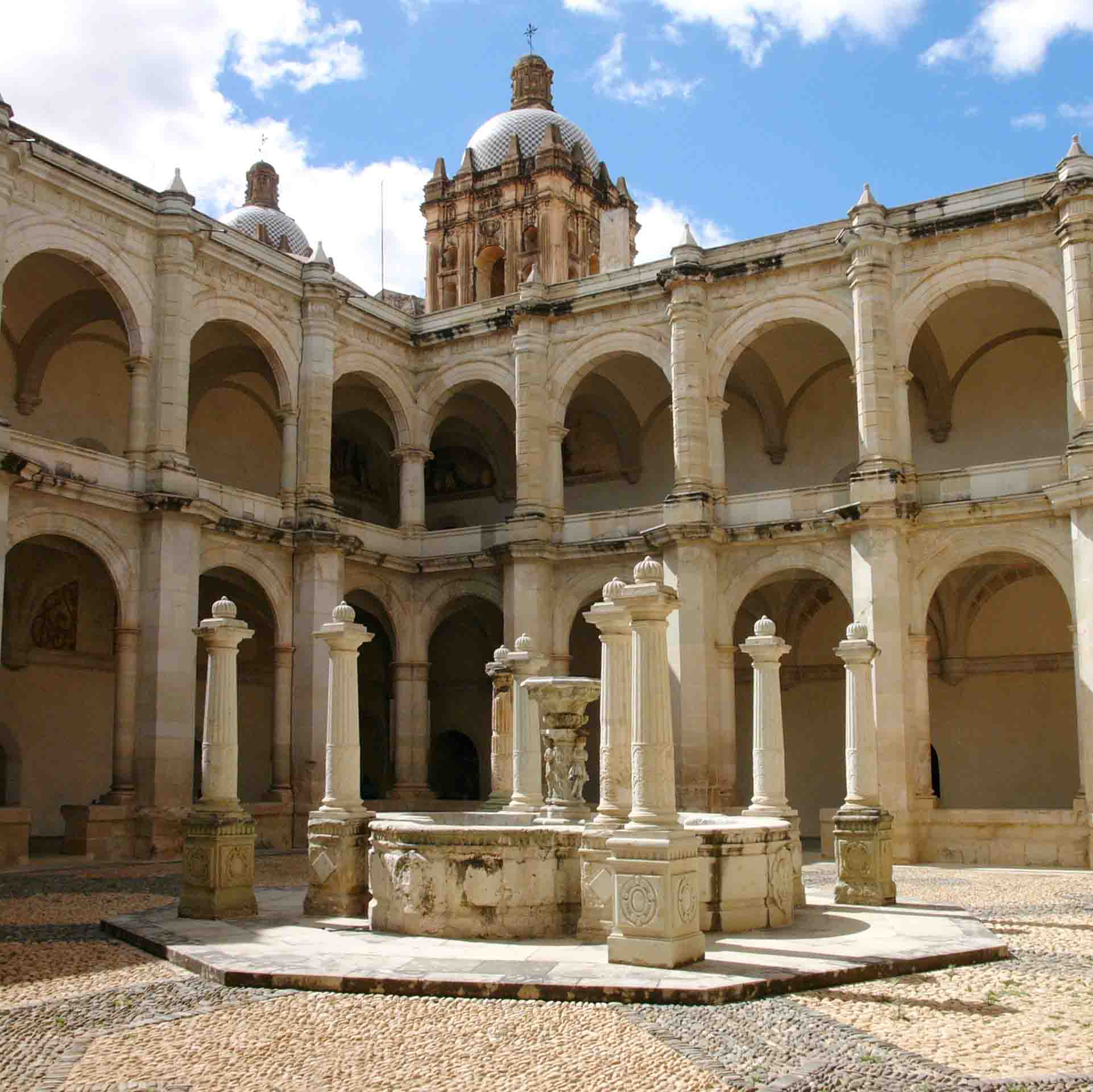
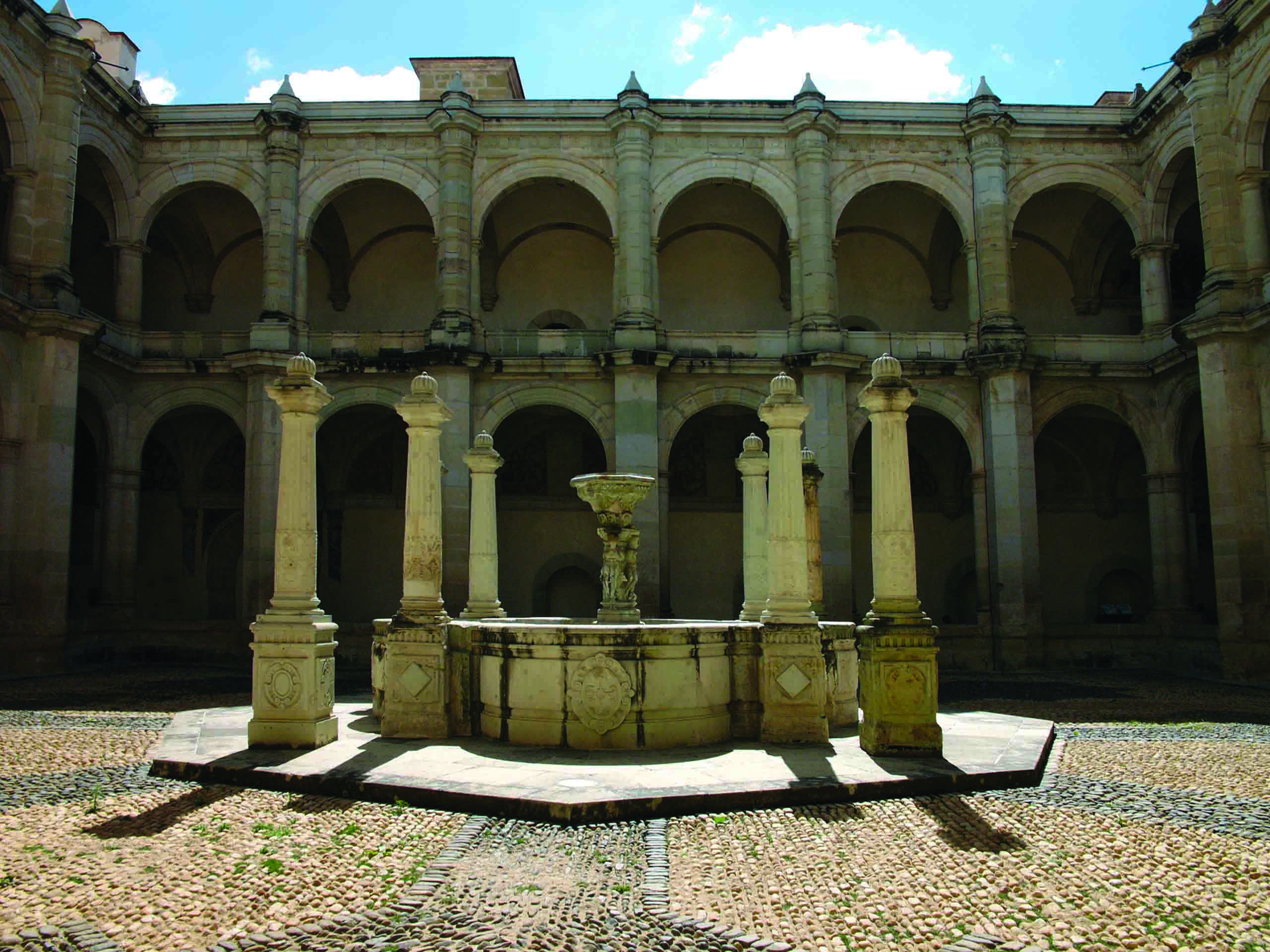
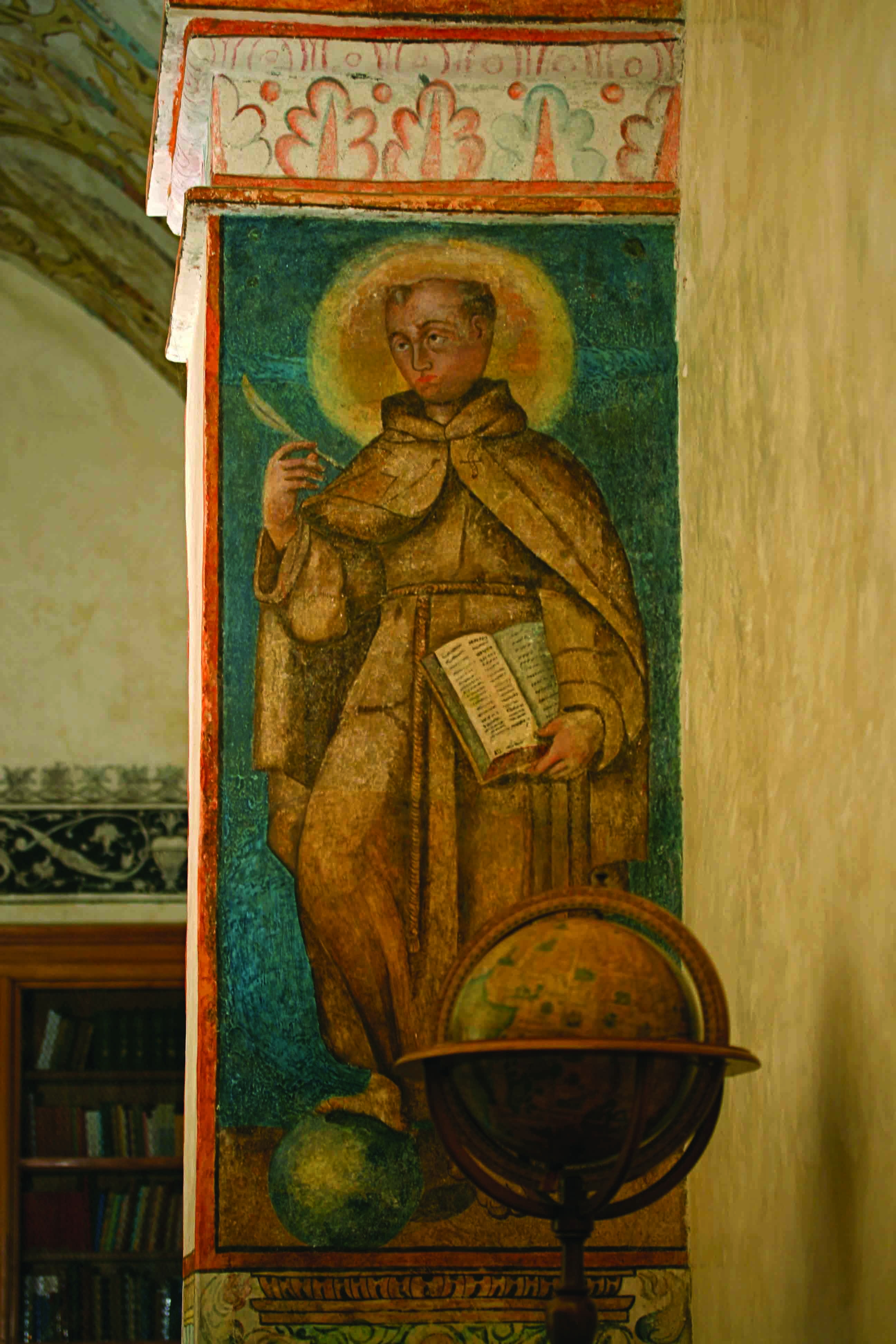
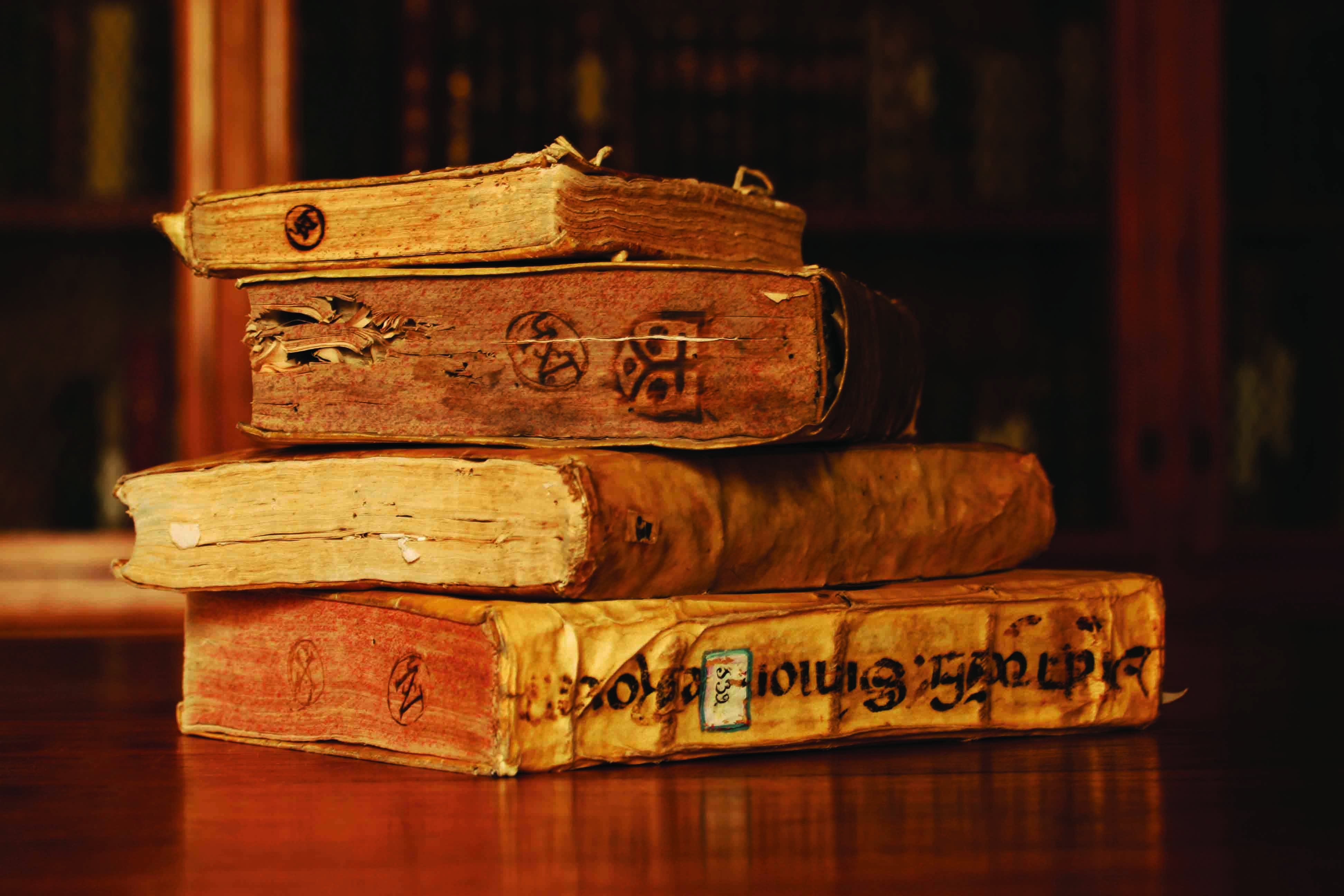
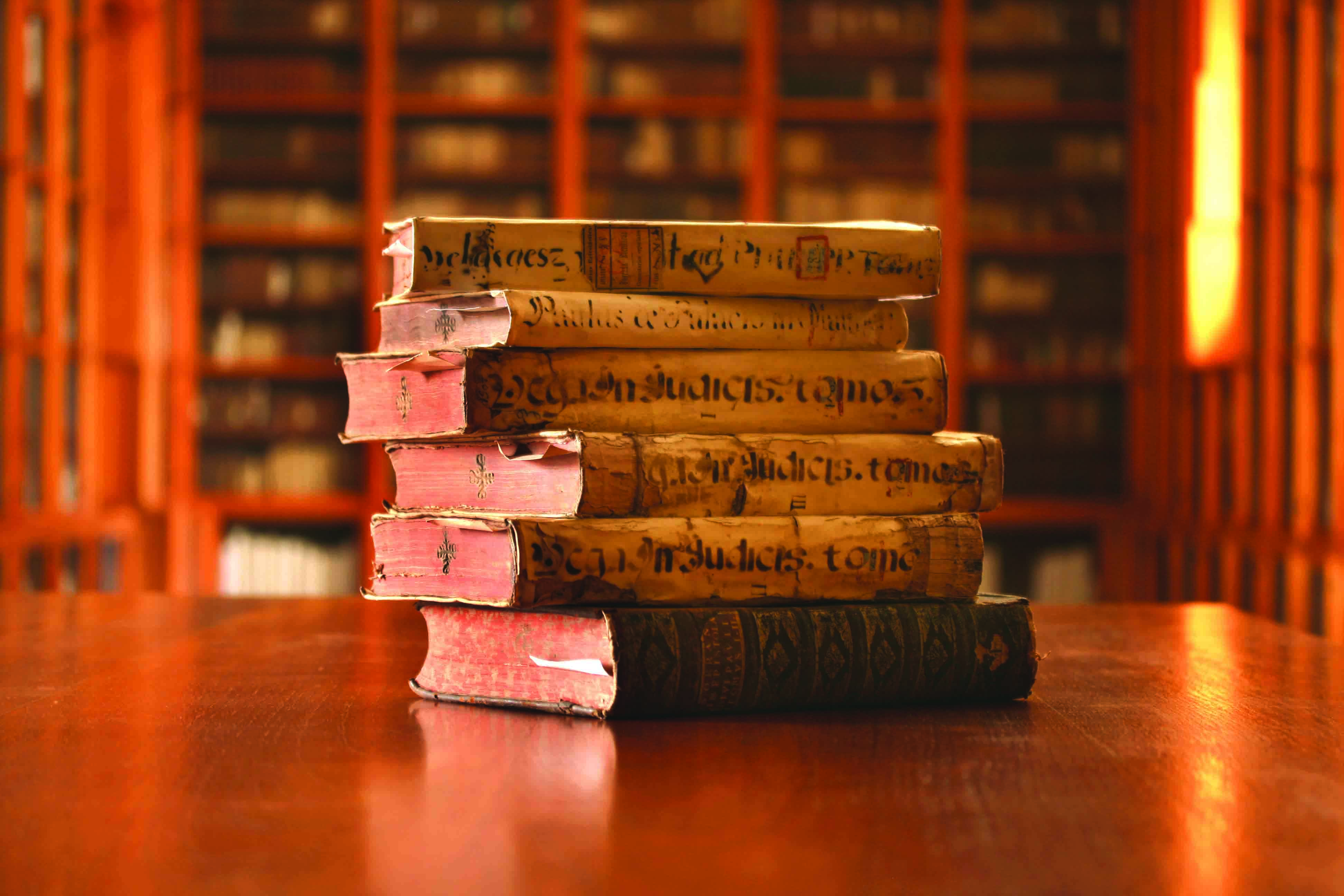
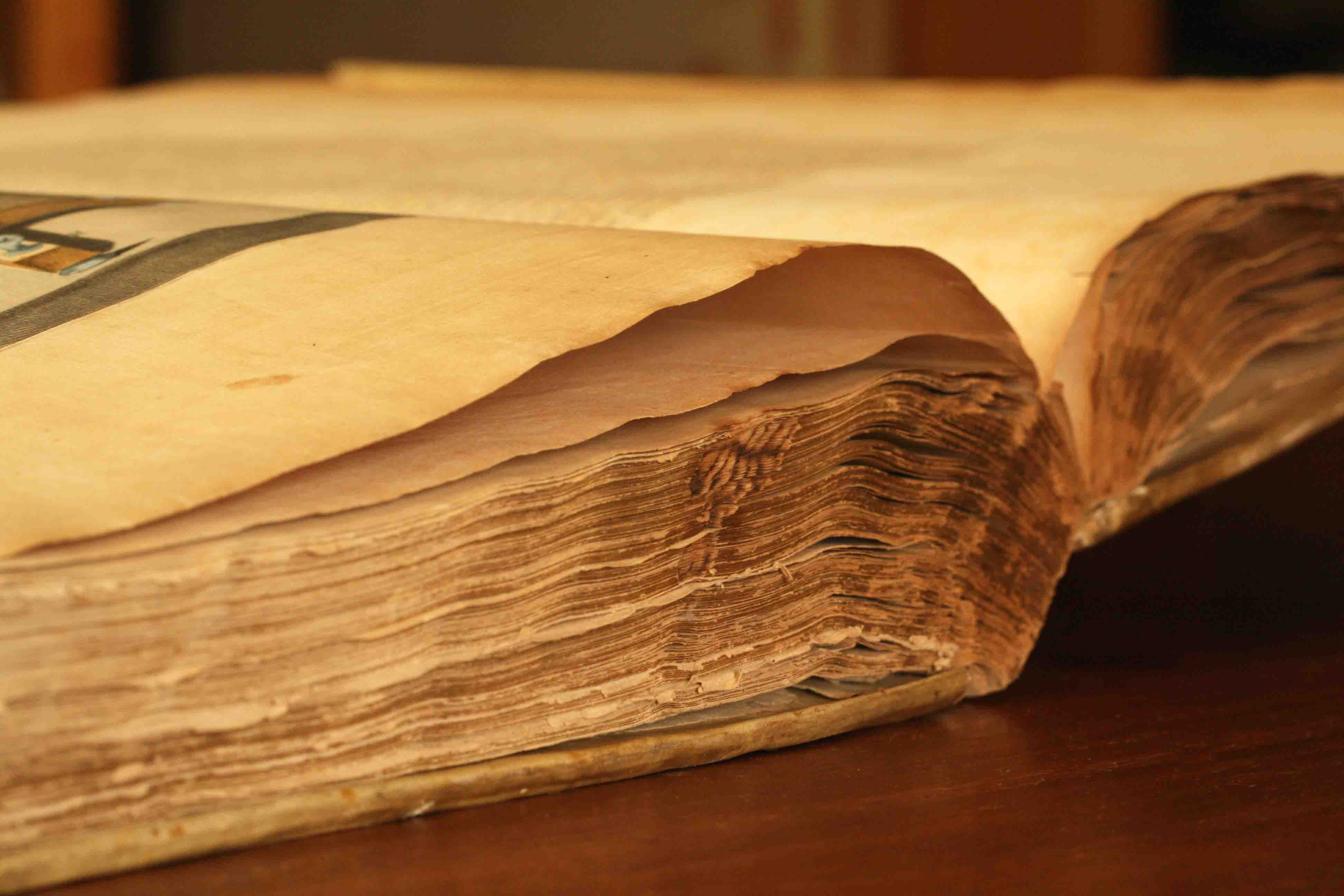
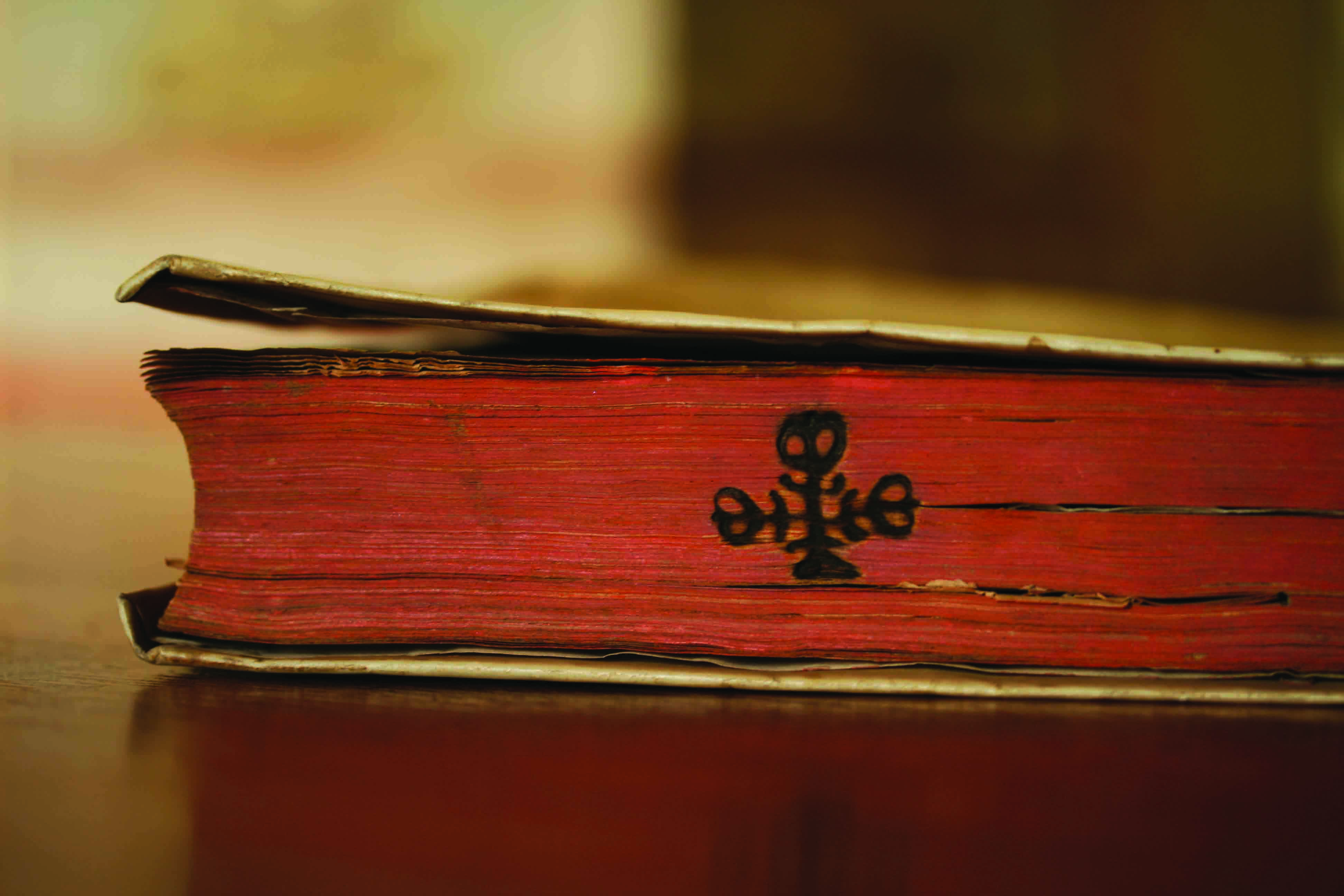
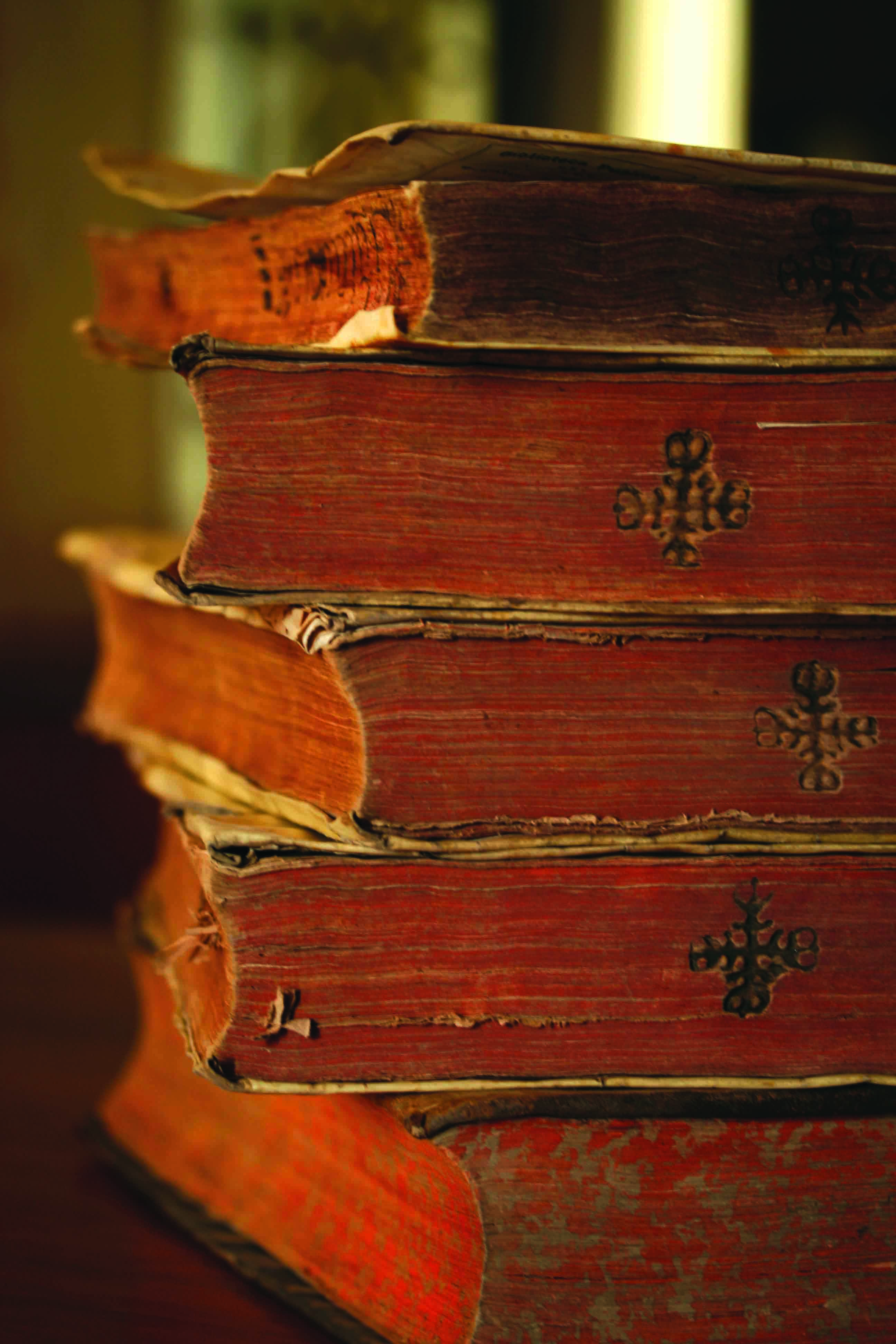